# عوجاء الأنبوب
عَوْجاء الأُنْبوب (الاسم العلمي: Tortotubus)  هو فطر بري مبكر (الأوردوفيشي إلى الديفوني). يمكن التحقق من مسار نموها من أحافيرها ، والتي تحدث في جميع أنحاء العالم من الأوردوفيشي إلى الديفوني. توثق هذه الأحافير المكتشفة  أنشطة البحث عن التي تكفلت بها خيوط فطريّة أو غُصينات استكشافية رفيعة على مستوى الخلية التي عندما تصل إلى مصدر للغذاء تنتج فروعًا ثانوية تنمو إلى أسفل الخيط الأصلي وتغطي نفسها بغلاف يعمل كأنابيب لنقل العناصر الغذائية إلى أجزاء أخرى من الكائن الحي. اليوم ، يلاحظ وجود أفاطير  ذات نمط النمو مشابه لهذا في الفطريات المعاصرة التي تتشكل على مثال فطر عيش الغراب.